# یوواروویت
یوواروویت (به انگلیسی: Uvarovite) با فرمول شیمیایی Ca3Cr2[SiO4]3 از کانی‌های کمیاب گروه گارنت است. نام این کانی از نام وزیر روسی S.S.Ouvarov گرفته شده است. برای اولین بار در روسیه (اورال) پیدا شد رنگ‌های این کانی عبارتند از سبز تا سبز زمردی تیره. منشأ تشکیل آن سنگ‌های اولترابازیک است.
یوواروویت را گاه به عنوان سنگ زینتی برش می‌دهند. این کانی کمیاب را می‌توان بیشتر در طی ماه‌های کروم(Cr)، در روسیه (اورال)، اتیوپی پیدا کرد. ترکیب شیمیایی آن گاه حاوی Ti است (Schorlomite) و به‌طور کلی ترکیب شیمیایی متغیری دارد برای ایزومورف‌های مرتبه بالای آن عناصر Mg- Fe - Ca- Al- V -Cr -Zr -Ti -Mn - Y در کانی‌ها به صورت اولیه یافت می‌شود.